# Округ Мартин (Кентаки)
Округ Мартин (енгл. Martin County) је округ у америчкој савезној држави Кентаки.

## Демографија
По попису из 2010. године број становника је 12.929, што је 351 (2,8%) становника више него 2000. године.
| Група             | 2000.          | 2010.          |
| Белци             | 12.413 (98,7%) | 11.533 (89,2%) |
| Афроамериканци    | 4 (0,0%)       | 896 (6,9%)     |
| Азијати           | 9 (0,1%)       | 22 (0,2%)      |
| Хиспаноамериканци | 78 (0,6%)      | 388 (3,0%)     |
| Укупно            | 12.578         | 12.929         |